# Callionymus curvicornis
Callionymus curvicornis är en fiskart som beskrevs av Valenciennes, 1837. Callionymus curvicornis ingår i släktet Callionymus och familjen sjökocksfiskar. Inga underarter finns listade.